# Hamrefjorden
Hamrefjorden er egentlig et sund i Karlsøy kommune i Troms og Finnmark fylke  i Norge. Den ligger mellem øerne Helgøy i sydvest og Vannøya i nordøst, og er cirka 20 kilometer langt. Sundet går fra nordvest, mellem Torsnes på Vannøya og Rossmålneset på Nordkvaløya i syd, og går i sydøstlig retning til Helgøysundet mellem Ringvassøya og Vannøya.
På Helgøy er der næsten ingen bosætninger langs fjorden, kun et par gårde længst mod sydøst. På Vannøya er det meste af fjordsiden bebygget, og her ligger bygderne Vannareid  og Hamre, som fjorden er opkaldt efter. 
Fylkesvej 305 (Troms) går langs fjorden på Vanna.